# Benito Bails
Benito Bails (San Adrián de Besós, Barcelona; 1730 - Madrid; 1797) fue un matemático y arquitecto español de la Ilustración.

## Biografía
Pasó su infancia y juventud en Francia; hizo sus primeros estudios en la Universidad de Perpiñán y estudió Matemáticas y Teología en la Universidad de Toulouse; a los 24 años marchó a París y allí se codeó con importantes figuras de la Ilustración como D'Alembert, Condorcet etc., quienes lo incorporaron al Journal Historique et Politique, donde redactó los artículos referidos a España; en París lo nombró su secretario el embajador Jaime Masones de Lima y, concluida su embajada, lo trajo a Madrid en 1761 y lo dio a conocer en el Mercurio Histórico y Político, donde publicó artículos ilustrados y antijesuíticos. Poseía a la perfección las lenguas latina, italiana, inglesa, alemana y francesa. Fue amigo de Campomanes, del Conde de Aranda,  Roda y del secretario de Estado Ricardo Wall, y socio de las reales academias de la Historia y de la Lengua y de la de Ciencias Naturales y Artes de Barcelona. En 1763 fue nombrado catedrático de matemáticas la recién fundada Real Academia de Bellas Artes de San Fernando, puesto en que estuvo hasta su fallecimiento, pese a padecer desde 1772 una hemiplejía que le paralizó la parte inferior del cuerpo y luego le inutilizó la mano derecha, por lo que tuvo que emplear la izquierda y dar las clases en su casa. Fue acusado ante la Inquisición de poseer libros prohibidos y de sostener proposiciones materialistas y ateas en sus clases, por lo que sufrió prisión en 1791 y destierro de la Corte a Granada; finalmente, en atención a su edad y salud, y gracias a sus importantes valedores, le fue conmutada parte de la pena y pudo regresar a la corte, donde murió poco después.
Bails es quizá el matemático español más importante de fines del xviii. Escribió unos Principios de Matemáticas en tres volúmenes (1776) y en especial unos extensos Elementos de Matemáticas (once volúmenes, entre 1772 y 1783, reimpresos posteriormente en 1790), en los que incluye el cálculo infinitesimal y la geometría analítica; otra peculiaridad de la obra es que considera a la Arquitectura y a la Física (Dinámica, Óptica, Astronomía) como ramas de las matemáticas; es una gran obra de recopilación que dio a conocer en España el estado de la ciencia europea del momento y se convirtió en referencia obligada durante bastantes años. Bails tenía acceso a las principales fuentes europeas de la ciencia (entre sus libros se contaban las actas y memorias de las principales Academias científicas europeas: Londres, París, Berlín, San Petersburgo, Roma, etc.). En el último tomo, titulado Tabla de logaritmos de todos los números naturales desde 1 hasta 20000, y de los logaritmos de los senos, tangentes de todos los grados y minutos del quadrante de círculo (Madrid, 1787) trata exclusivamente de los logaritmos, pero, a pesar de su título, no se limita como las Prácticas de geometría y trigonometría de Pedro Giannini a contener unas tablas de logaritmos con una explicación de su utilización y de sus aplicaciones, sino que se divide en dos partes, la primera dedicada a definir los logaritmos y a demostrar sus propiedades muy extensamente, y la segunda con las tablas propiamente dichas. José Mariano Vallejo y Ortega (1779-1846) publicó en 1806 unas Adiciones á la geometría de Don Benito Bails. Madrid: en la imprenta de la hija de Ibarra.
Escribió además un tratado De la arquitectura civil que muchos arquitectos utilizaron como manual y por real cédula de Su Majestad y señores del Consejo, dada en Madrid en 1807, se dispuso que en las universidades se cursasen los Elementos de aritmética, álgebra y geometría de Juan Justo García o la Astronomía de Bails. Su labor se extendió a traducir obras de música y editar títulos sobre medicina e higiene pública, por ejemplo sus propias Pruebas de ser contrario á la práctica de todas las naciones y a la disciplina Eclesiástica y perjudicial á la salud de los vivos enterrar los difuntos en las iglesias y los poblados (Madrid: en la imprenta de D. Joaquín Ibarra, 1785), asunto muy polémico entonces.

## Obras

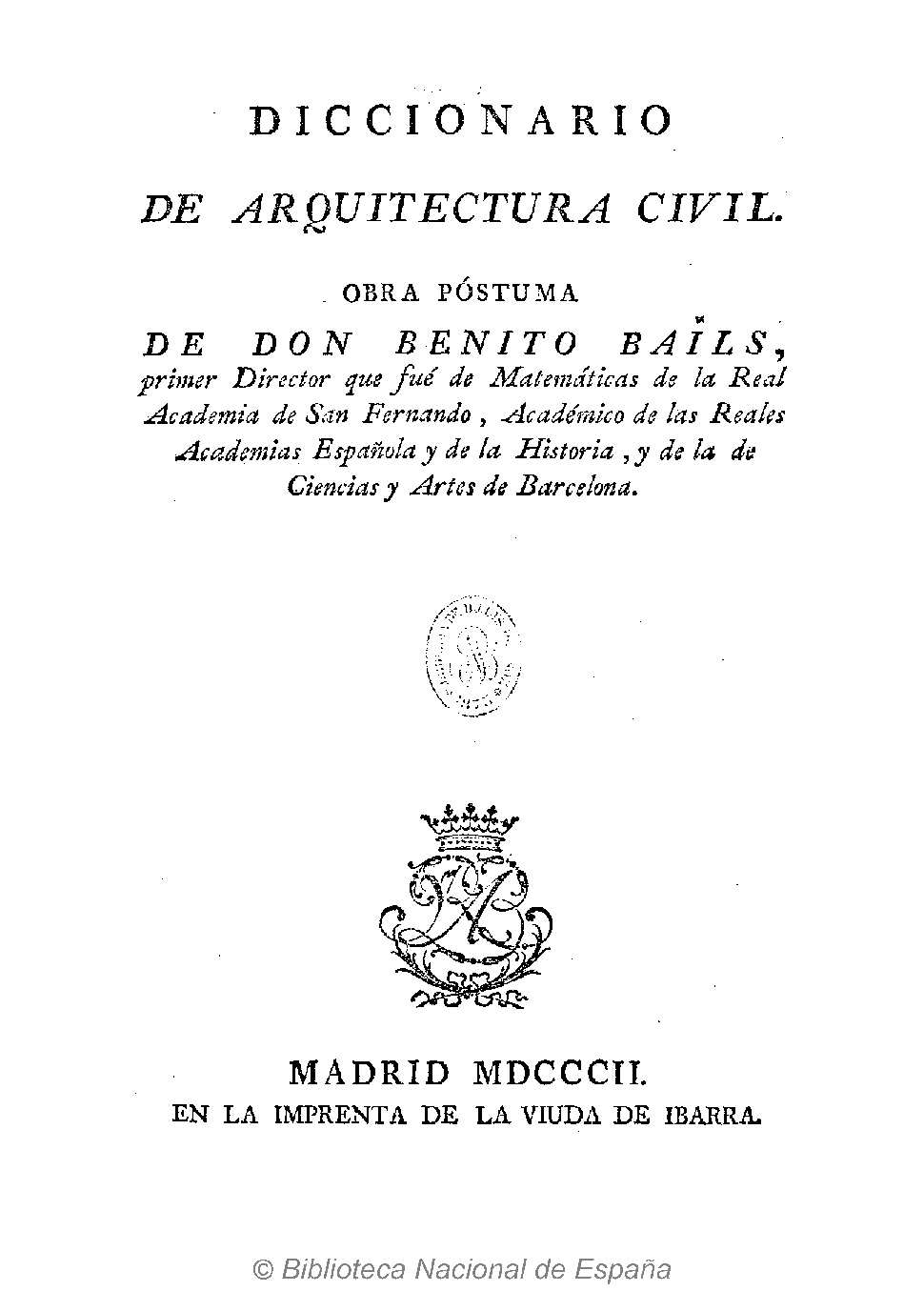
Diccionario de arquitectura civil de Benito Bails.

- Bails, Benito; Capmany, Jerónimo (1772). Tratados de matemáticas para las escuelas establecidas en los regimientos de infantería. Madrid.
- — (1776). Principios de Matemáticas donde se enseña la especulativa, con su aplicación a la dinámica, hidrodinámica, óptica, astronomía, geografía, gnomonica, arquitectura, perspectiva, y al calendario. tres volúmenes. Madrid.
- — (1775). Instituciones de geometría práctica para uso de los jóvenes artistas. Madrid.
- —. Elogio de nuestro célebre general de marina D. Jorge Juan. según Torres Amat lo «dejó manuscrito».
- — (1785). Pruebas de ser contrario á la práctica de todas las naciones y a la disciplina Eclesiástica y perjudicial á la salud de los vivos enterrar los difuntos en las iglesias y los poblados. Madrid: Imprenta de D. Joaquín Ibarra.
- —. Memoria histórico-política.
- — (1772 - 1783). Elementos de matemáticas. 11 tomos.
- — (1802). Diccionario de Arquitectura civil. Obra Póstuma de Don Benito Bails. Edición facs. Colegio Oficial de Aparejadores y Arquitectos Técnicos de Asturias, 1973. Madrid: Imprenta de la viuda de Ibarra.
- — (1796). Elementos de Matemática. Por D. Benito Bails.  Tom. IX. Parte I. Que trata de la Arquitectura Civil. Edición facs. Murcia: Colegio de Aparejadores y Arquitectos de técnicos de Murcia, Artes Gráficas Soler, 1983. Madrid: Imprenta de la viuda de D. Joaquín Ibarra.
- — (1775). Lecciones de clave y principios de armonía.
- —. Análisis de la obra de arquitectura hidráulica de Juanelo Turriano. 2º. según Ceán Bermúdez en Arquitectos y arquitectura de España. pp. 250 a 258.
- — (1758). Principios de Matemática de la Real Academia de San Fernando.
- — (1790). Elementos de Matemática.
- — (1802). [Diccionario de Arquitectura Civil].
- —. Aritmética para negociantes.